# Jageum-dong
Jageum-dong (koreanska: 자금동) är en stadsdel i staden Uijeongbu i provinsen Gyeonggi i den norra delen av Sydkorea, 22 km norr om huvudstaden Seoul.